# Lista vicepreședinților de state din anul 2020
Lista vicepreședinților în anul 2020 se bazează pe Lista statelor lumii și pe Lista de teritorii dependente, așa cum sunt ele cunoscute de la 1 ianuarie 2020 până la 31 decembrie 2020.
Gruparea acestora s-a făcut pe baza statutului entității pe care o reprezintă după cum urmează State independente recunoscute cvasigeneral, State independente recunoscute parțial de comunitatea internațională, State independente nerecunoscute, Teritorii nesuverane și Guverne alternative și / sau în exil. Vicepreședintele (numele oficial al funcției poate diferi de la stat la stat conform uzanțelor naționale) este personalitatea politică a cărui primă funcție este de a înlocui președintele atunci când acesta este absent, demisionat, decedat sau nu este disponibil pentru a-și îndeplini atribuțiile indiferent din ce motiv. Pot avea vicepreședinți și teritoriile autonome dependente.

## State independente recunoscute cvasigeneral
| Statul                     | Funcția                                                                                         | Numele                                                                            | Începând cu        |
| -------------------------- | ----------------------------------------------------------------------------------------------- | --------------------------------------------------------------------------------- | ------------------ |
| Afganistan                 | Prim vicepreședinți (succesivi)                                                                 | Amrullah Saleh                                                                    | 9 martie 2020      |
| Afganistan                 | Prim vicepreședinți (succesivi)                                                                 | Abdul Rashid Dostum                                                               | 29 septembrie 2014 |
| Afganistan                 | Al doilea vicepreședinte                                                                        | Sarwar Danish                                                                     | 29 septembrie 2014 |
| Africa de Sud              | Președinte adjunct                                                                              | David Mabuza                                                                      | 26 februarie 2018  |
| Angola                     | Vicepreședinte                                                                                  | Bornito de Sousa                                                                  | 26 septembrie 2017 |
| Argentina                  | Vicepreședintă                                                                                  | Cristina Fernández de Kirchner                                                    | 10 decembrie 2019  |
| Azerbaidjan                | Prim vicepreședintă                                                                             | Mehriban Aliyeva                                                                  | 21 februarie 2017  |
| Birmania                   | Vicepreședinte                                                                                  | Myint Swe                                                                         | 30 martie 2018     |
| Birmania                   | Vicepreședinte                                                                                  | Henry Van Thio                                                                    | 30 martie 2016     |
| Birmania                   | Vicepreședinte                                                                                  | funcție vacantă                                                                   | 30 martie 2018     |
| Bolivia                    | Vicepreședinte                                                                                  | David Choquehuanca                                                                | 8 noiembrie 2020   |
| Bolivia                    | Vicepreședinte                                                                                  | funcție vacantă                                                                   | 10 noiembrie 2019  |
| Botswana                   | Vicepreședinte                                                                                  | Slumber Tsogwane                                                                  | 4 aprilie 2018     |
| Brazilia                   | Vicepreședinte                                                                                  | Hamilton Mourão                                                                   | 1 ianuarie 2019    |
| Bulgaria                   | Vicepreședintă                                                                                  | Iliana Iotova                                                                     | 22 ianuarie 2017   |
| Burundi                    | Vicepreședinte                                                                                  | Prosper Bazombanza                                                                | 24 iunie 2020      |
| Burundi                    | Prim vicepreședinte                                                                             | funcție înlocuită                                                                 | 24 iunie 2020      |
| Burundi                    | Prim vicepreședinte                                                                             | Gaston Sindimwo                                                                   | 20 august 2015     |
| Burundi                    | Al doilea vicepreședinte                                                                        | funcție înlocuită                                                                 | 24 iunie 2020      |
| Burundi                    | Al doilea vicepreședinte                                                                        | Joseph Butore                                                                     | 20 august 2015     |
| China (vezi și : §2)       | Vicepreședinte                                                                                  | Wang Qishan                                                                       | 17 martie 2018     |
| Cipru                      | Vicepreședinte                                                                                  | funcție vacantă                                                                   | iulie 1974         |
| Coasta de Fildeș           | Vicepreședinte                                                                                  | vacant                                                                            | 8 iulie 2020       |
| Coasta de Fildeș           | Vicepreședinte                                                                                  | Daniel Kablan Duncan (interimar)                                                  | 10 ianuarie 2017   |
| Columbia                   | Vicepreședinte                                                                                  | Marta Lucía Ramírez                                                               | 1 august 2018      |
| Coreeană, R.P.D.           | Prim vicepreședinte al Comisiei Afacerilor de Stat                                              | Choe Ryong Hae                                                                    | 11 aprilie 2019    |
| Coreeană, R.P.D.           | Vicepreședinte al Comisiei Afacerilor de Stat                                                   | Pak Pong Ju                                                                       | 26 iunie 2016      |
| Coreeană, R.P.D.           | Vicepreședinte al Prezidiului Adunării Populare Supreme                                         | Pak Yong-il                                                                       | 29 august 2019     |
| Coreeană, R.P.D.           | Vicepreședinte ai Prezidiului Adunării Populare Supreme                                         | Thae Hyong-chol                                                                   | 11 aprilie 2019    |
| Costa Rica                 | Prima vicepreședintă                                                                            | Epsy Campbell Barr                                                                | 8 mai 2018         |
| Costa Rica                 | Al doilea vicepreședinte                                                                        | Marvin Rodríguez Cordero                                                          | 8 mai 2018         |
| Cuba                       | Vicepreședinte                                                                                  | Salvador Valdés Mesa                                                              | 10 octombrie 2019  |
| Dominicană, Republica      | Vicepreședinte (succesive)                                                                      | Raquel Peña de Antuña                                                             | 16 august 2020     |
| Dominicană, Republica      | Vicepreședinte (succesive)                                                                      | Margarita Cedeño de Fernández                                                     | 16 august 2012     |
| Ecuador                    | Vicepreședinți (succesivi)                                                                      | María Alejandra Muñoz                                                             | 7 iulie 2020       |
| Ecuador                    | Vicepreședinți (succesivi)                                                                      | funcție vacantă                                                                   | 7 iulie 2020       |
| Ecuador                    | Vicepreședinți (succesivi)                                                                      | Otto Sonnenholzner                                                                | 11 decembrie 2018  |
| Egipt                      | Vicepreședinte                                                                                  | funcție vacantă                                                                   | 23 aprilie 2019    |
| El Salvador                | Vicepreședinte                                                                                  | Félix Ulloa                                                                       | 1 iunie 2019       |
| Elveția                    | Vicepreședinte                                                                                  | Guy Parmelin                                                                      | 1 ianuarie 2020    |
| Emiratele Arabe Unite      | Vicepreședinte                                                                                  | Mohammed bin Rashid Al Maktoum                                                    | 11 februarie 2006  |
| Filipine                   | Vicepreședintă                                                                                  | Leni Robredo                                                                      | 30 iunie 2016      |
| Gabon                      | Vicepreședinte                                                                                  | funcție vacantă                                                                   | 21 mai 2019        |
| Gambia                     | Vicepreședintă                                                                                  | Isatou Touray                                                                     | 15 martie 2019     |
| Ghana                      | Vicepreședinte                                                                                  | Mahamudu Bawumia                                                                  | 7 ianuarie 2017    |
| Guatemala                  | Vicepreședinți (succesivi)                                                                      | Guillermo Castillo                                                                | 14 ianuarie 2020   |
| Guatemala                  | Vicepreședinți (succesivi)                                                                      | Jafeth Cabrera                                                                    | 14 ianuarie 2016   |
| Guineea Ecuatorială        | Vicepreședinte                                                                                  | Teodoro Nguema Obiang Mangue                                                      | 22 iunie 2016      |
| Guyana                     | Primul vicepreședinte (succesivi)                                                               | Mark Phillips                                                                     | 2 august 2020      |
| Guyana                     | Primul vicepreședinte (succesivi)                                                               | Moses Nagamootoo                                                                  | 20 mai 2015        |
| Guyana                     | Vicepreședinte                                                                                  | Bharrat Jagdeo                                                                    | 2 august 2020      |
| Guyana                     | Al doilea vicepreședinte                                                                        | funcție înlocuită                                                                 | 2 august 2020      |
| Guyana                     | Al doilea vicepreședinte                                                                        | Khemraj Ramjattan                                                                 | 20 mai 2015        |
| Guyana                     | Al treilea vicepreședinte                                                                       | funcție înlocuită                                                                 | 2 august 2020      |
| Guyana                     | Al treilea vicepreședinte                                                                       | funcție vacantă                                                                   | 25 aprilie 2019    |
| Guyana                     | Al patrulea vicepreședinte                                                                      | funcție înlocuită                                                                 | 2 august 2020      |
| Guyana                     | Al patrulea vicepreședinte                                                                      | Sydney Allicock                                                                   | 25 mai 2015        |
| Honduras                   | Primul vicepreședinte                                                                           | Ricardo Antonio Alvarez Arias                                                     | 27 ianuarie 2014   |
| Honduras                   | A doua vicepreședintă                                                                           | Olga Margarita Alvarado Rodríguez                                                 | 27 ianuarie 2018   |
| Honduras                   | A treia vicepreședintă                                                                          | María Antonia Rivera Rosales                                                      | 27 ianuarie 2018   |
| India                      | Vicepreședinte                                                                                  | Venkaiah Naidu                                                                    | 11 august 2017     |
| Indonezia                  | Vicepreședinte                                                                                  | Ma'ruf Amin                                                                       | 20 octombrie 2019  |
| Irak · (vezi și : §4)      | Vicepreședinte                                                                                  | funcție vacantă                                                                   | 2 octombrie 2018   |
| Irak · (vezi și : §4)      | Vicepreședinte                                                                                  | funcție vacantă                                                                   | 2 octombrie 2018   |
| Irak · (vezi și : §4)      | Vicepreședinte                                                                                  | funcție vacantă                                                                   | 2 octombrie 2018   |
| Iran                       | Prim vicepreședinte                                                                             | Eshaq Jahangiri                                                                   | 4 august 2013      |
| Iran                       | Vicepreședinte pentru Afaceri Economice                                                         | Mohammad Nahavandian                                                              | 20 august 2017     |
| Iran                       | Vicepreședinte și Șef al Organizației pentru Plan și Buget                                      | Mohammad Bagher Nobakht                                                           | 2 august 2016      |
| Iran                       | Vicepreședintă pentru Afaceri Legale                                                            | Laaya Joneidi                                                                     | 9 august 2017      |
| Iran                       | Vicepreședinte pentru Afaceri Parlamentare                                                      | Hossein-Ali Amiri                                                                 | 12 iulie 2016      |
| Iran                       | Vicepreședinte pentru Știință și Tehnologie și Președinte al Fundației pentru Elitele Naționale | Sorena Sattari                                                                    | 4 octombrie 2013   |
| Iran                       | Vicepreședintă pentru Afacerile Femeilor și Familiei                                            | Masoumeh Ebtekar                                                                  | 9 august 2017      |
| Iran                       | Vicepreședinte și Șef al Organizației pentru Energia Atomică                                    | Ali Akbar Salehi                                                                  | 16 august 2013     |
| Iran                       | Vicepreședinți și Șefi ai Fundației pentru Afacerile Martirilor și Veteranilor (succesivi)      | Saeed Ohadi                                                                       | 7 iunie 2020       |
| Iran                       | Vicepreședinți și Șefi ai Fundației pentru Afacerile Martirilor și Veteranilor (succesivi)      | Mohammad-Ali Shahidi                                                              | 15 septembrie 2013 |
| Iran                       | Vicepreședinte și Șef al Organizației pentru Protecția Mediului                                 | Isa Kalantari                                                                     | 13 august 2017     |
| Iran                       | Vicepreședinte și Șef al Organizației Administrative și de Recrutare                            | Jamshid Ansari                                                                    | 2 august 2016      |
| Kenya                      | Președinte adjunct                                                                              | William Ruto                                                                      | 9 aprilie 2013     |
| Kiribati                   | Vicepreședinte                                                                                  | Teuea Toatu                                                                       | 19 iunie 2019      |
| Laos                       | Vicepreședinte                                                                                  | Phankham Viphavan                                                                 | 19 aprilie 2016    |
| Liberia                    | Vicepreședinte                                                                                  | Jewel Taylor                                                                      | 22 ianuarie 2018   |
| Libia · (vezi și : §5)     | Vicepreședinte al Consiliului Prezidențial                                                      | Abdulsalam Kajman , (corevendicator ȋncepȃnd cu 12 martie 2016)                   | 12 martie 2016     |
| Libia · (vezi și : §5)     | Vicepreședinte al Consiliului Prezidențial                                                      | Ahmed Maiteeq , (corevendicator ȋncepȃnd cu 12 martie 2016)                       | 12 martie 2016     |
| Malawi                     | Vicepreședinți (succesivi)                                                                      | Saulos Chilima                                                                    | 3 februarie 2020   |
| Malawi                     | Vicepreședinți (succesivi)                                                                      | Everton Chimulirenji (de facto)                                                   | 28 mai 2019        |
| Maldive                    | Vicepreședinte                                                                                  | Faisal Naseem                                                                     | 17 noiembrie 2018  |
| Mali                       | Vicepreședinți (succesivi)                                                                      | Assimi Goïta (de tranziție)                                                       | 25 septembrie 2020 |
| Mali                       | Vicepreședinți (succesivi)                                                                      | Malick Diaw (vicepreședinte al Comitetului Național pentru Salvarea Poporului)    | 19 august 2020     |
| Mauritius                  | Vicepreședinte                                                                                  | Eddy Boissézon                                                                    | 2 decembrie 2019   |
| Micronezia                 | Vicepreședinte                                                                                  | Yosiwo George                                                                     | 11 mai 2015        |
| Namibia                    | Vicepreședinte                                                                                  | Nangolo Mbumba                                                                    | 12 februarie 2018  |
| Nepal                      | Vicepreședinte                                                                                  | Nanda Kishor Pun                                                                  | 31 octombrie 2015  |
| Nicaragua                  | Vicepreședintă                                                                                  | Rosario Murillo                                                                   | 10 ianuarie 2017   |
| Nigeria                    | Vicepreședinte                                                                                  | Yemi Osinbajo                                                                     | 29 mai 2015        |
| Palau                      | Vicepreședinte                                                                                  | Raynold Oilouch                                                                   | 19 ianuarie 2017   |
| Panama                     | Vicepreședinte                                                                                  | Jose Gabriel Carrizo                                                              | 1 iulie 2019       |
| Paraguay                   | Vicepreședinte                                                                                  | Hugo Velázquez Moreno                                                             | 15 august 2018     |
| Peru                       | Primul vicepreședinte                                                                           | funcție vacantă                                                                   | 7 mai 2020         |
| Peru                       | Primul vicepreședinte                                                                           | Mercedes Aráoz                                                                    | 23 martie 2018     |
| Peru                       | Al doilea vicepreședinte                                                                        | funcție vacantă                                                                   | 23 martie 2018     |
| Samoa                      | Membru în Consiliul Deputaților                                                                 | funcție vacantă                                                                   | 21 iulie 2017      |
| Samoa                      | Membru în Consiliul Deputaților                                                                 | funcție vacantă                                                                   | 2 aprilie 2018     |
| Samoa                      | Membru în Consiliul Deputaților                                                                 | Le Mamea Ropati                                                                   | 28 ianuarie 2016   |
| Seychelles                 | Vicepreședinți (succesivi)                                                                      | Ahmed Afif                                                                        | 26 octombrie 2020  |
| Seychelles                 | Vicepreședinți (succesivi)                                                                      | Vincent Meriton                                                                   | 28 octombrie 2016  |
| Sierra Leone               | Vicepreședinte                                                                                  | Mohamed Juldeh Jalloh                                                             | 4 aprilie 2018     |
| Siria · (vezi și : §5)     | Vicepreședintă                                                                                  | Najah al-Attar                                                                    | 23 martie 2006     |
| Siria · (vezi și : §5)     | Vicepreședinte                                                                                  | Ali Mamlouk                                                                       | 7 iulie 2019       |
| Statele Unite ale Americii | Vicepreședinte                                                                                  | Mike Pence                                                                        | 20 ianuarie 2017   |
| Sudan                      | Vicepreședinte al Consiliului suveranității                                                     | Mohamed Hamdan Dagalo                                                             | 21 august 2019     |
| Sudanul de Sud             | Prim vicepreședinte (succesivi)                                                                 | Riek Machar                                                                       | 21 februarie 2020  |
| Sudanul de Sud             | Prim vicepreședinte (succesivi)                                                                 | Taban Deng Gai                                                                    | 23 iulie 2016      |
| Sudanul de Sud             | Al doilea vicepreședinte                                                                        | James Wani Igga                                                                   | 21 februarie 2020  |
| Sudanul de Sud             | Al treilea vicepreședinte                                                                       | Taban Deng Gai                                                                    | 21 februarie 2020  |
| Sudanul de Sud             | Al patrulea vicepreședinte                                                                      | Rebecca Nyandeng Garang                                                           | 21 februarie 2020  |
| Sudanul de Sud             | Al cincilea vicepreședinte                                                                      | Hussein Abdelbagi                                                                 | 21 februarie 2020  |
| Sudanul de Sud             | Vicepreședinte                                                                                  | funcție înlocuită                                                                 | 21 februarie 2020  |
| Sudanul de Sud             | Vicepreședinte                                                                                  | James Wani Igga                                                                   | 25 august 2013     |
| Surinam                    | Vicepreședinți (succesivi)                                                                      | Ronnie Brunswijk                                                                  | 16 iulie 2020      |
| Surinam                    | Vicepreședinți (succesivi)                                                                      | Ashwin Adhin                                                                      | 1 februarie 2016   |
| Tanzania · (vezi și : §4)  | Vicepreședintă                                                                                  | Samia Suluhu                                                                      | 5 noiembrie 2015   |
| Turcia                     | Vicepreședinte                                                                                  | Fuat Oktay                                                                        | 9 iulie 2018       |
| Uganda                     | Vicepreședinte                                                                                  | Edward Ssekandi                                                                   | 24 mai 2011        |
| Uruguay                    | Vicepreședinte (succesive)                                                                      | Beatriz Argimón                                                                   | 1 martie 2020      |
| Uruguay                    | Vicepreședinte (succesive)                                                                      | Lucía Topolansky                                                                  | 13 septembrie 2017 |
| Venezuela                  | Vicepreședintă executivă                                                                        | Delcy Rodríguez                                                                   | 14 iunie 2018      |
| Vietnam                    | Vicepreședintă                                                                                  | Đặng Thị Ngọc Thịnh                                                               | 8 aprilie 2016     |
| Yemen · (vezi și : §5)     | Vicepreședinte                                                                                  | Ali Mohsen al-Ahmar (corevendicator din 4 aprilie 2016 pȃnǎ ȋn 13 decembrie 2017) | 4 aprilie 2016     |
| Zambia                     | Vicepreședinte                                                                                  | Inonge Wina                                                                       | 26 ianuarie 2015   |
| Zimbabwe                   | Prim vicepreședinte                                                                             | Constantino Chiwenga                                                              | 28 decembrie 2017  |
| Zimbabwe                   | Al doilea vicepreședinte                                                                        | Kembo Mohadi                                                                      | 28 decembrie 2017  |

## State independente recunoscute parțial
| Statul și statutul | Separat din | Funcția                    | Numele         | Începând cu      |
| ------------------ | ----------- | -------------------------- | -------------- | ---------------- |
| Abhazia            | Georgia     | Vicepreședinți (succesivi) | Badr Gunba     | 23 aprilie 2020  |
| Abhazia            | Georgia     | Vicepreședinți (succesivi) | vacant         | 21 ianuarie 2020 |
| Abhazia            | Georgia     | Vicepreședinți (succesivi) | Aslan Bartsits | 9 octombrie 2019 |
| Taiwan             | China       | Vicepreședinți (succesivi) | Lai Ching-te   | 20 mai 2020      |
| Taiwan             | China       | Vicepreședinți (succesivi) | Chen Chien-jen | 20 mai 2016      |

## State independente nerecunoscute
| Statul și statutul | Separat din | Funcția        | Numele             | Începând cu   |
| ------------------ | ----------- | -------------- | ------------------ | ------------- |
| Somaliland         | Somalia     | Vicepreședinte | Abdirahman Saylici | 27 iulie 2010 |

## Teritorii nesuverane
| Teritoriu              | Suveranitate      | Funcția                              | Numele                             | Începând cu        |
| ---------------------- | ----------------- | ------------------------------------ | ---------------------------------- | ------------------ |
| Bougainville, Insulele | Papua Noua Guinee | Vicepreședinți (succesivi)           | Patrick Nisira                     | 25 septembrie 2020 |
| Bougainville, Insulele | Papua Noua Guinee | Vicepreședinți (succesivi)           | Raymond Masono                     | 22 februarie 2017  |
| , Galmudug             | Somalia           | Vicepreședinți (succesivi)           | Ali Dahir Eid                      | 12 aprilie 2020    |
| , Galmudug             | Somalia           | Vicepreședinți (succesivi)           | Mohamed Hashi Abdi                 | 4 iulie 2015       |
| Hirshabeelle           | Somalia           | Vicepreședinți (succesivi)           | Yusuf Ahmed Hagar Dabageed         | 12 noiembrie 2020  |
| Hirshabeelle           | Somalia           | Vicepreședinți (succesivi)           | Ali Abdullahi Hussein              | octombrie 2016     |
| Jubaland               | Somalia           | Prim vicepreședinte                  | Mahmoud Sayid Adan                 | 15 mai 2016        |
| Jubaland               | Somalia           | Al doilea vicepreședinte             | Abdulkadir Haji Mohamed Luga-Dhere | 16 august 2015 ?   |
| Kurdistanul Irakian    | Irak              | Prim vicepreședinte                  | Mustafa Said Qadir                 | iulie 2019         |
| Kurdistanul Irakian    | Irak              | Al doilea vicepreședinte             | Jaafar Sheikh Mustafa              | iulie 2019         |
| Puntland               | Somalia           | Vicepreședinte                       | Ahmed Elmi Osman                   | 8 ianuarie 2019    |
| Zanzibar, Arhipelagul  | Tanzania          | Prim vicepreședinte                  | Seif Sharif Hamad                  | 8 decembrie 2020   |
| Zanzibar, Arhipelagul  | Tanzania          | Prim vicepreședinte                  | funcție vacantă                    | 18 martie 2019     |
| Zanzibar, Arhipelagul  | Tanzania          | Al doilea vicepreședinte (succesivi) | Hemed Suleiman Abdalla             | 8 noiembrie 2020   |
| Zanzibar, Arhipelagul  | Tanzania          | Al doilea vicepreședinte (succesivi) | Seif Ali Iddi                      | noiembrie 2010     |

## Guverne în exil și / sau alternative
| Teritoriu                                                             | Suveranitate și statut                                                     | Funcția                                                                                             | Numele                                                | Începând cu       |
| --------------------------------------------------------------------- | -------------------------------------------------------------------------- | --------------------------------------------------------------------------------------------------- | ----------------------------------------------------- | ----------------- |
| Republica Autonemă Abhazia                                            | Georgia · Abhazia · Guvernul Republicii Autoneme Abhazia                   | Președinte adjunct al Consiliului Suprem                                                            | Elguja Gvazava                                        | 8 aprilie 2019    |
| Khatumo                                                               | Somalia · (Stat autonom nerecunoscut în cadrul Somaliei)                   | Vicepreședinte                                                                                      | Mahomed Caano Nuug                                    | august? 2017      |
| Guvernul provizoriu al Libiei                                         | Libia · (Guvern alternativ instituit de Camera Reprezentanților din Libia) | Președinte Adjunct al Camerei Reprezentanțlor                                                       | Imhemed Shaib , (corevendicator din august 2014)      | 5 august 2014     |
| Guvernul provizoriu al Libiei                                         | Libia · (Guvern alternativ instituit de Camera Reprezentanților din Libia) | Președinte Adjunct al Camerei Reprezentanțlor                                                       | Ahmed Huma , (corevendicator ȋncepȃnd cu august 2014) | 5 august 2014     |
| Guvernul Interimar al Siriei (Guvern alternativ al opoziției siriene) | Siria                                                                      | Vicepreședinte al Coaliției Naționale a Forțelor de Opoziție și a Revoluției din Siria              | Okab Yahya                                            | 30 iunie 2019     |
| Guvernul Interimar al Siriei (Guvern alternativ al opoziției siriene) | Siria                                                                      | Vicepreședinte al Coaliției Naționale a Forțelor de Opoziție și a Revoluției din Siria              | Abdel Hakim Bashar                                    | 30 iunie 2019     |
| Guvernul Interimar al Siriei (Guvern alternativ al opoziției siriene) | Siria                                                                      | Vicepreședinte ale Coaliției Naționale a Forțelor de Opoziție și a Revoluției din Siria (succesive) | Ruba Habboush                                         | 12 iulie 2020     |
| Guvernul Interimar al Siriei (Guvern alternativ al opoziției siriene) | Siria                                                                      | Vicepreședinte ale Coaliției Naționale a Forțelor de Opoziție și a Revoluției din Siria (succesive) | Dima Moussa                                           | 6 mai 2018        |
| Guvernul Salvǎrii Naționale al Yemenului                              | Yemen · (Guvern alternativ al Consiliului Politic Suprem)                  | Președinte adjunct al Consiliului Politic Suprem                                                    | funcție vacantă?                                      | 13 decembrie 2017 |
| Consiliul de Tranziție al Sudului Yemenului                           | Yemen · Guvernul Consiliului de Tranziție al Sudului Yemenului             | Vicepreședinte al Comisiei Prezidențiale                                                            | Hani Bin Breiki                                       | 11 mai 2017       |